# Candice Michelle
Candice Michelle Beckman, meglio conosciuta con il ring name Candice Michelle (Milwaukee, 30 settembre 1978), è una modella, attrice ed ex wrestler statunitense di origini tedesche, nota per i suoi trascorsi nella World Wrestling Entertainment tra il 2004 e il 2009.
Nella sua carriera ha vinto una volta il Women's Championship ed è stata votata Women of the Year dai lettori del Pro Wrestling Illustrated nel 2008.

## Carriera

### World Wrestling Entertainment (2004–2009)
L'ingresso di Candice nella WWE avvenne in occasione del primo Raw Diva Search nel 2004: nonostante non fu tra le finaliste, la ragazza venne assunta, inizialmente con un ruolo limitato a poche apparizioni televisive. Il suo primo ruolo importante fu un bikini contest che la vide contrapposta a Christy Hemme, Maria, Melina e Stacy Keibler. Dopo la Draft Lottery del giugno 2005 passò a SmackDown! e si trovò presto coinvolta in un feud con Torrie Wilson e Melina, schierandosi dalla parte di Torrie. A The Great American Bash assunse il ruolo di arbitro speciale nel Bra and Panties Match tra Wilson e Melina, vinto da quest'ultima.
Nell'agosto 2005 venne trasferita nel roster di Raw per effetto del Draft e insieme a Torrie Wilson (anche lei passata a Raw) e a Victoria formò la stable heel delle Vince's Devils, le quali cominciarono un feud con la debuttante Ashley Massaro e la campionessa femminile Trish Stratus. L'alleanza iniziò a vacillare nei primi mesi del 2006 e si concluse a marzo, quando Candice Michelle e Victoria decisero di escludere Torrie Wilson dalla coalizione, che passò alla fazione avversaria. Iniziò quindi una rivalità con la ex partner del gruppo, che le portò a sfidarsi a WrestleMania 22 in un Playboy Pillow Fight match, vinto da Torrie Wilson. Più tardi durante quell'anno effettuò un turn face.
Nel novembre 2006, durante una Battle Royal a Raw, Victoria le ruppe il naso, costringendola a prendersi una pausa dal ring.
Nel 2007, a Vengeance, diventò per la prima volta WWE Women's Champion sconfiggendo Melina in un match valido per la cintura, dopo averla schienata diverse volte a Raw. La rivincita fra le due si tenne a The Great American Bash in un match con il titolo in palio, vinto nuovamente da Candice. Successivamente iniziò un feud con Beth Phoenix e a Unforgiven difese con successo la cintura dall'assalto della rivale.
A No Mercy, tuttavia, perse il match titolato proprio contro Beth Phoenix. Nell'ottobre 2007, durante un incontro con Phoenix a Raw, subì una brutta caduta dalla corda superiore che le causò la rottura della clavicola, ponendo fine all'incontro. L'infortunio la tenne per diverso tempo lontana dagli show della federazione.
Il suo rientro, avvenuto nel febbraio 2008, la vide allearsi con Maria, ma in seguito fu nuovamente lasciata fuori dalla WWE per effettuare degli accertamenti dopo essersi ancora infortunata alla clavicola sinistra, perdendo la possibilità di gareggiare a WrestleMania XXIV. Una volta ritornata nell'autunno di quell'anno, cercò di riconquistare il titolo femminile di Beth Phoenix, ma fallì il tentativo perdendo a No Mercy contro la rivale. 
Nel 2009 subì un altro infortunio alla caviglia. Nel frattempo ad aprile, nel supplemental draft sul sito della WWE, passò a SmackDown!, senza poter debuttare proprio per questo incidente e il 19 giugno 2009 fu svincolata dalla WWE.

#### Apparizioni successive
Sette anni dopo il suo abbandono, apparve il 18 maggio 2016 durante Table for 3, programma in onda sul WWE Network, insieme a Molly Holly e Michelle McCool.
Tornò nuovamente in WWE nel luglio 2019 in occasione della Raw Reunion insieme ad altre ex lottatrici, vincendo contro Kelly Kelly il WWE 24/7 Championship nel backstage.

### Circuito indipendente
Il 2 dicembre 2017, dopo otto anni di inattività, lottò a HOH 36 - Blizzard Brawl 2017, pay-per-view della House of Hardcore, dove sconfisse Lisa Marie Varon. Fu ufficialmente il match di ritiro di Candice Michelle.

## Altre attività
Al di fuori del wrestling è considerata una sex symbol per aver posato sulla rivista Playboy nel 2006 ed essere stata la ragazza copertina del sito Go Daddy.com nel 2007, tramite il quale si è esibita in uno spot del Super Bowl.

## Vita privata
Candice Michelle e sua sorella maggiore, Dana, furono cresciute dalla loro madre nella città di Milwaukee (Wisconsin); è di origini tedesche e costaricane, è amante dello sport e al college giocava a basket. È sposata con Ken Gee Ehrlich, dottore di Los Angeles, con il quale convolò a nozze il 7 maggio 2005; ha tre figli nati nel 2010, 2012 e 2015.

## Personaggio

### Mosse finali
- Candy Wrapper (Double Underhook Reverse Facebuster)
- Candy Kick (Spinning Wheel Kick)
- Sugar Rush (Forward Russian Legsweep) – 2005-2006

### Musiche d'ingresso
- Don't Stop di Jim Johnston (2004)
- Holla di Desiree Jackson (2004–2005)
- What Love is di Jim Johnston (2005–2007)
- What Love is Remix degli Scooter (2007–2009)

## Titoli e riconoscimenti
- Pro Wrestling Illustrated

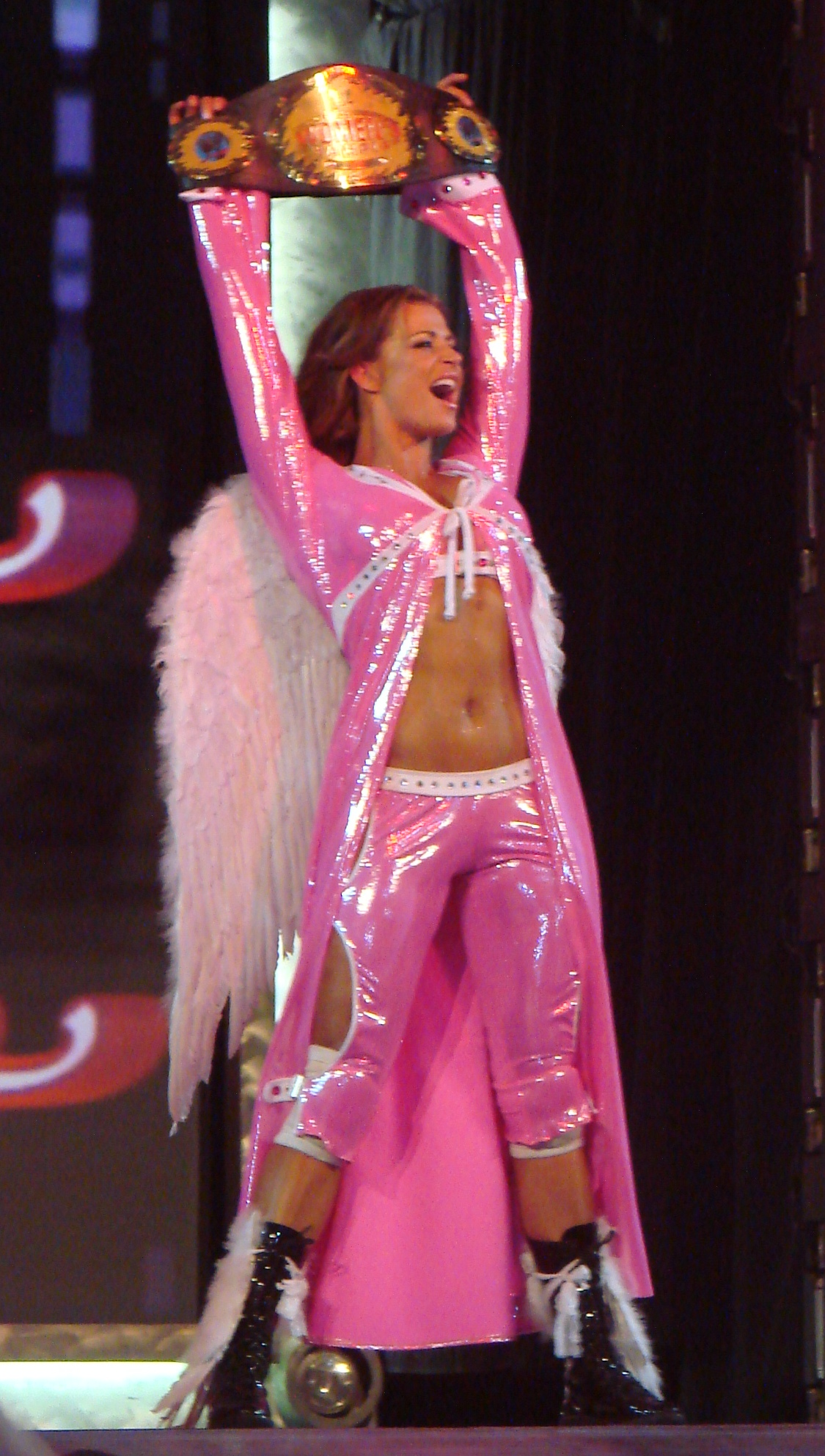
Candice Michelle con il WWE Women's Championship, titolo che ha vinto una volta in carriera.

  - Most Improved Wrestler of the Year (2007)
  - Woman of the Year (2007)
  - 10ª tra le 50 migliori wrestler femminili nella PWI Female 50 (2008)
- World Wrestling Entertainment
  - WWE Women's Championship (1)
  - WWE 24/7 Championship (1)

## Filmografia

### Cinema
- I gattoni, regia di Gregory Peirier (2001)
- Province 77, regia di Timsawat Smith (2002)
- Horrorween, regia di Joe Estevez (2010)

### Videogiochi
- WWE SmackDown vs. Raw 2007[12]
- WWE SmackDown vs. Raw 2008[13]
- WWE SmackDown vs. Raw 2009[14]